# ACME-Gruppe

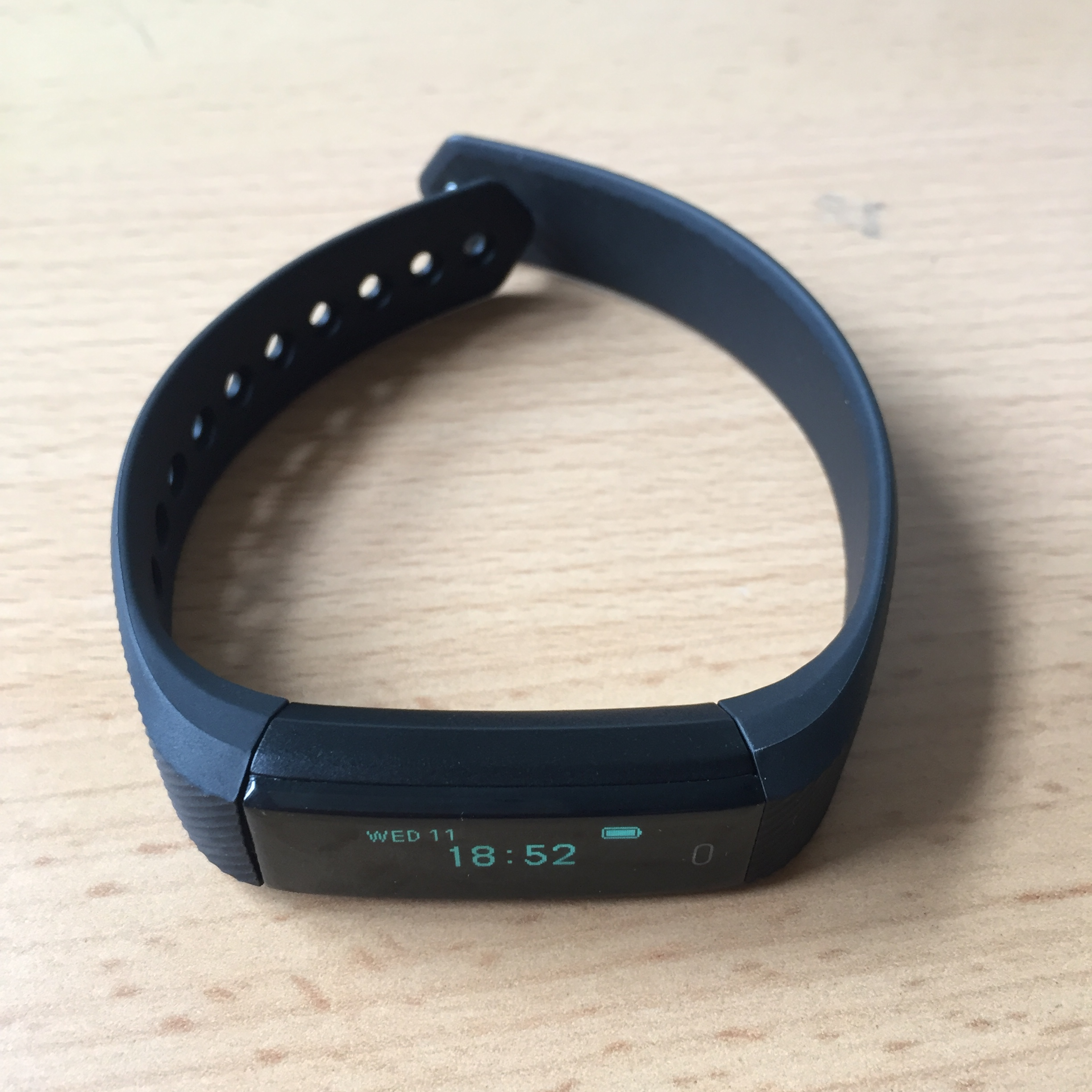
acme Activity-Tracker

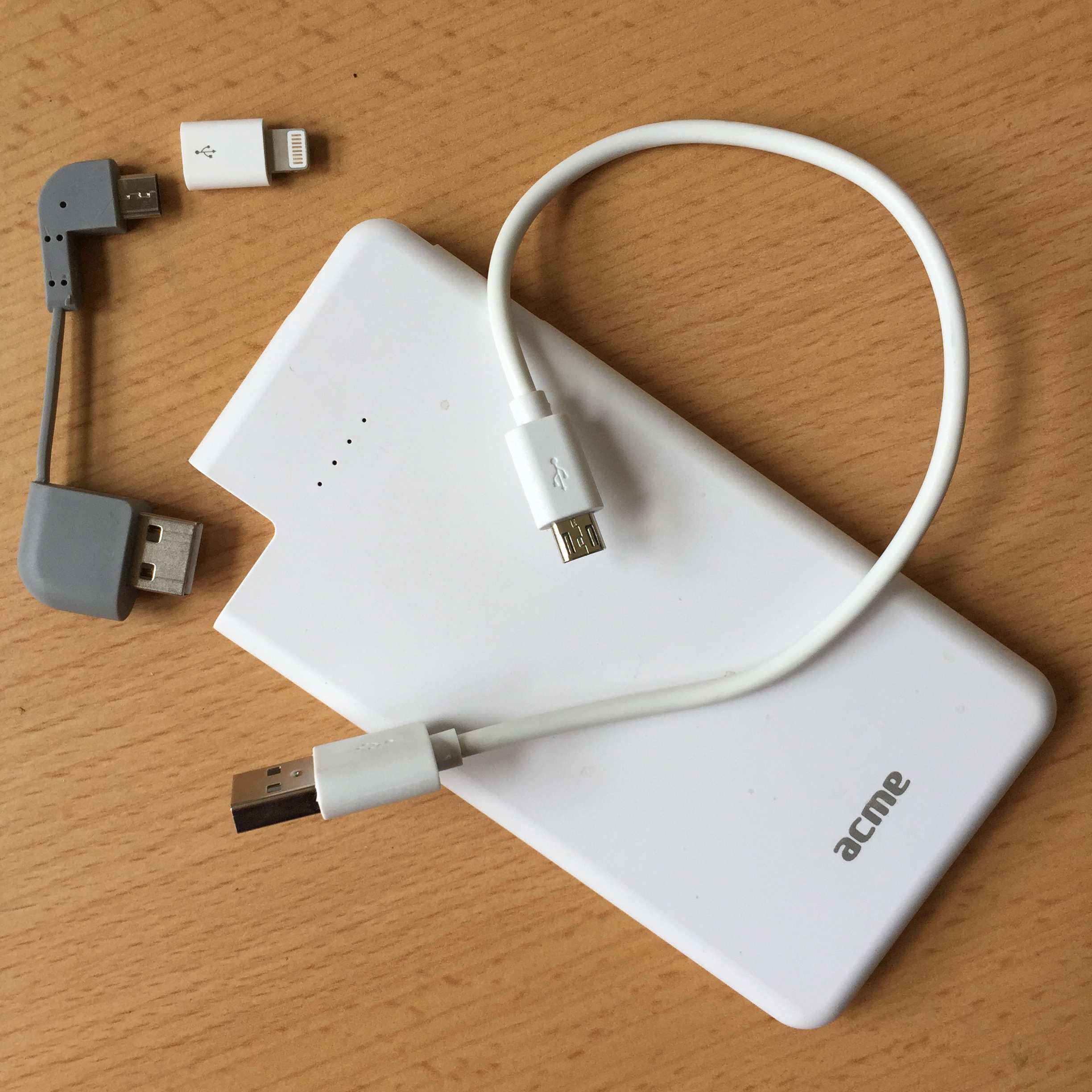
acme Powerbank

Die ACME-Gruppe ist ein litauisches Unternehmen der IT- und Elektronik-Branche mit Sitz in Kaunas. Das Unternehmen stellt unter der Marke ACME Baltija eigenes Computerzubehör und Unterhaltungselektronik (u. a. Smartphone-Zubehör wie z. B. Activity Tracker oder sog. Powerbanks) sowie Haushaltskleingeräte und Glühlampen her. Zudem ist die ACME-Gruppe als Distributor für Produkte bekannter internationaler Firmen, wie etwa Apple oder Samsung, in großen Teilen Osteuropas aktiv.

## Geschichte
Die Unternehmensgruppe wurde 1993 in der litauischen Stadt Kaunas gegründet. Seit 1997 wird für eigene Elektronikprodukte die Marke ACME Baltija verwendet, seit 1998 ist das Unternehmen auch als lokaler Distributor für internationale Unternehmen tätig. Die Produktpalette von ACME Baltija reicht heute von Computermäusen, Tastaturen, Lautsprechersystemen und Tablet-PCs bis hin zu Glühlampen und Haushaltskleingeräten. 2008 erwirtschaftete das Unternehmen einen Umsatz von über 190 Millionen Euro, der infolge der Wirtschaftskrise bis 2010 wieder auf etwa 120 Millionen Euro sank.